# Övre Kvarntjärnen, Värmland
Övre Kvarntjärnen är en sjö i Torsby kommun i Värmland och ingår i Göta älvs huvudavrinningsområde. Sjön har en area på 0,0906 kvadratkilometer och ligger 213,9 meter över havet. Sjön avvattnas av vattendraget Sikvillen (Dammälven).

## Delavrinningsområde
Övre Kvarntjärnen ingår i det delavrinningsområde (670154-135027) som SMHI kallar för Mynnar i Norsälven. Medelhöjden är 254 meter över havet och ytan är 20,93 kvadratkilometer. Räknas de 2 avrinningsområdena uppströms in blir den ackumulerade arean 53,7 kvadratkilometer. Sikvillen (Dammälven) som avvattnar avrinningsområdet har biflödesordning 3, vilket innebär att vattnet flödar genom totalt 3 vattendrag innan det når havet efter 394 kilometer. Avrinningsområdet består mestadels av skog (90 procent). Avrinningsområdet har 0,48 kvadratkilometer vattenytor vilket ger det en sjöprocent på 2,3 procent.